# Луїджі Пеллу
Луїджі Джероламо Пеллу (італ. Luigi Gerolamo Pelloux; 1 березня 1839 — 26 жовтня 1924) — італійський військовик, державний і політичний діяч, очолював італійський уряд від червня 1898 до червня 1900.

## Життєпис
Народився у Савої. Брав участь у визвольних війнах 1859 й 1866 років. Командував артилерійською бригадою під час взяття Рима 1870 року, а від 1895 вже командував корпусом.
1880 року був обраний до лав палати депутатів, а від 1896 року — сенату. В урядах Антоніо Старабби (1891—1892, 1896—1897) і Джованні Джолітті (1892—1893) обіймав посаду військового міністра. 1898 року сформував власний кабінет, одночасно залишивши за собою портфель міністра внутрішніх справ. Мав поразки у відносинах з Китаєм. За його врядування відбувались масові арешти, було придушено свободу слова.